# Asnois (Vienne)
Asnois település Franciaországban, Vienne megyében. Lakosainak száma 132 fő (2022. január 1.). Asnois Pleuville, Charroux, Chatain, Genouillé és Surin községekkel határos.

## Népesség
A település népességének változása:
| Lakosok száma | 135  | 152  | 168  | 163  | 163  | 164  | 153  | 143  | 132  |
|               | 2013 | 2015 | 2016 | 2017 | 2018 | 2019 | 2020 | 2021 | 2022 |